# Pirouette Biellmann

Illustration dessinée de la pirouette Biellmann.

La pirouette Biellmann est une variation de la pirouette cambrée en patinage artistique. Elle a été popularisée par la championne du monde de 1981 Denise Biellmann.

## Description
La pirouette Biellmann est une variation difficile de la pirouette cambrée en patinage artistique. Le patineur l'exécute en saisissant la lame de son patin libre, et tirant le talon de son patin au-dessus du niveau de la tête de sorte que ses jambes soient approximativement en grand écart facial, la tête et le dos arqués vers le haut. La pirouette requiert « beaucoup de force et une souplesse extrême ». Une pirouette Biellmann augmente la complexité du programme court ou libre d'un patineur uniquement s'il exécute huit révolutions en position arrière et / ou latérale sans aucun changement, avant de tenter une Biellmann et s'il augmente clairement la vitesse de rotation. Les patineurs novices avancés doivent effectuer six révolutions avant d'exécuter une pirouette Biellmann. Comme d'autres variantes de pirouettes difficiles, la Biellmann est compté dans le score d'un patineur, dans les programmes de patinage court et libre, uniquement la première fois qu'il est terminé.
La pirouette Biellmann a été popularisé par la championne du monde Denise Biellmann. La patineuse artistique russe Irina Sloutskaïa a inventé et présenté la double pirouette de Biellmann avec un changement de pied. Elle est exécutée par le patineur qui tend les mains vers l'arrière, saisit la lame d'un patin et la tire directement au-dessus de sa tête effectue ses rotations, puis effectue un changement de pieds et refait une pirouette Biellemann,. La pirouette Biellmann est « un mouvement de signature pour les femmes dans le sport », en raison de la flexibilité requise pour l'exécuter. Les patineurs masculins, par conséquent, ne l'exécutent pas aussi souvent que les femmes, bien que le double champion olympique Yuzuru Hanyu soit une exception notable.

## Galerie

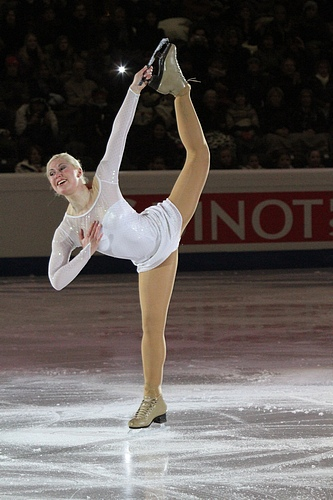
Denise Biellmann, 2011.
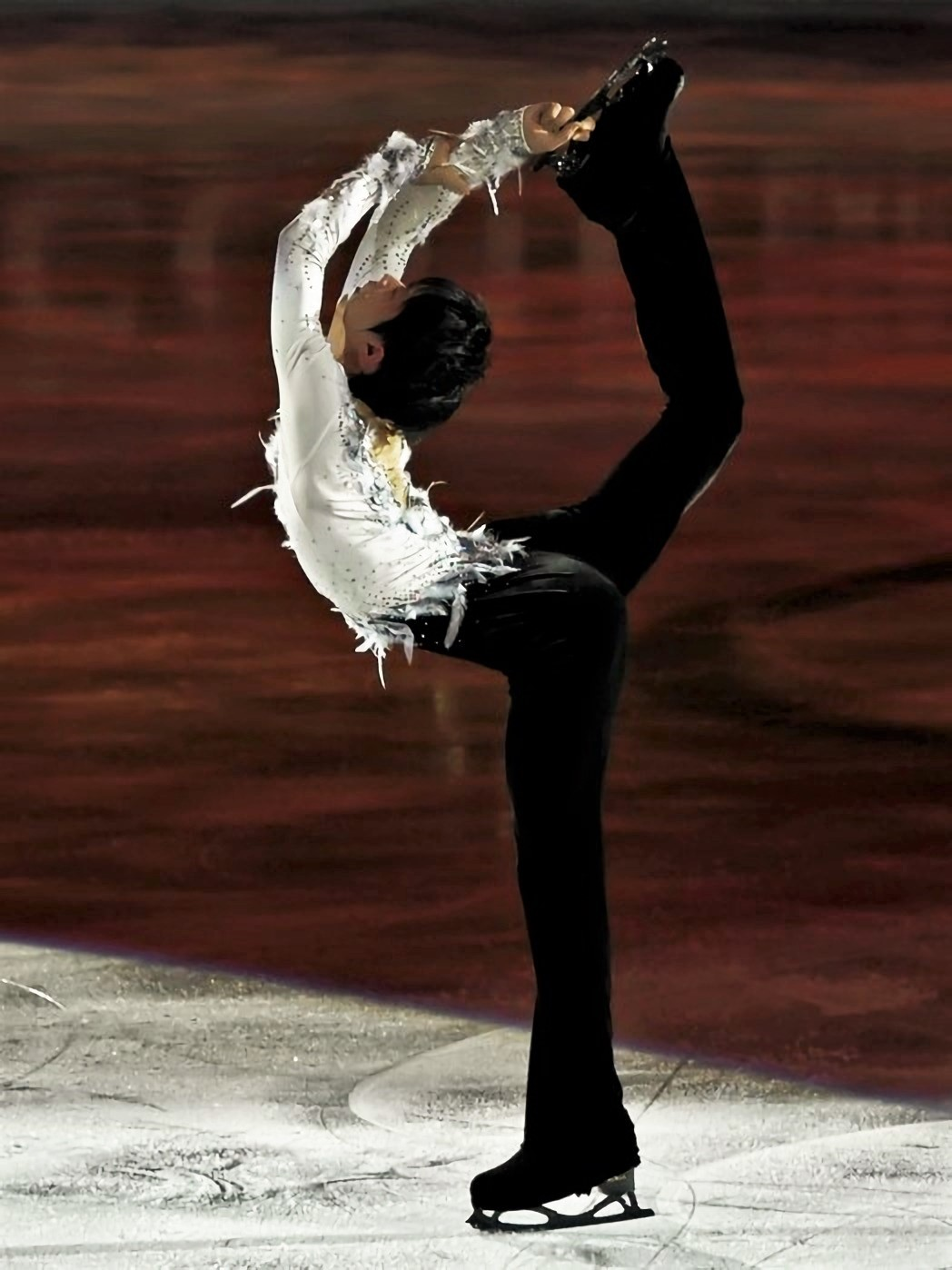
Yuzuru Hanyu, 2019.
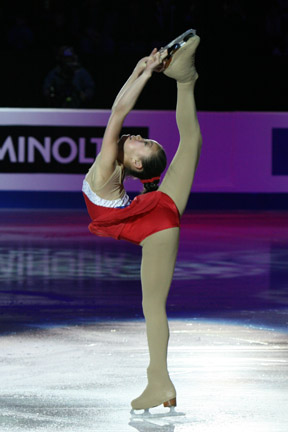
Biellmann en hyper-extension (Caroline Zhang, 2008).
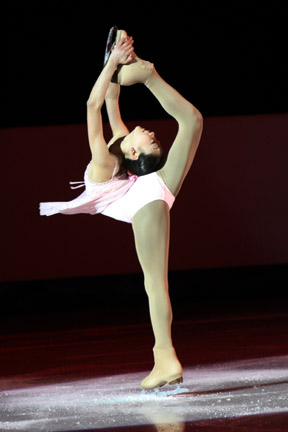
Variante où les mains tiennent la chaussure et non la lame< (Mirai Nagasu, 2008).
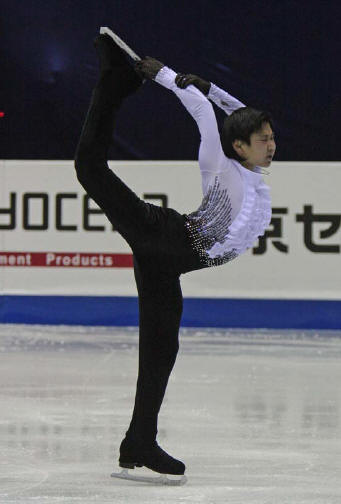
Denis Ten, 2008.
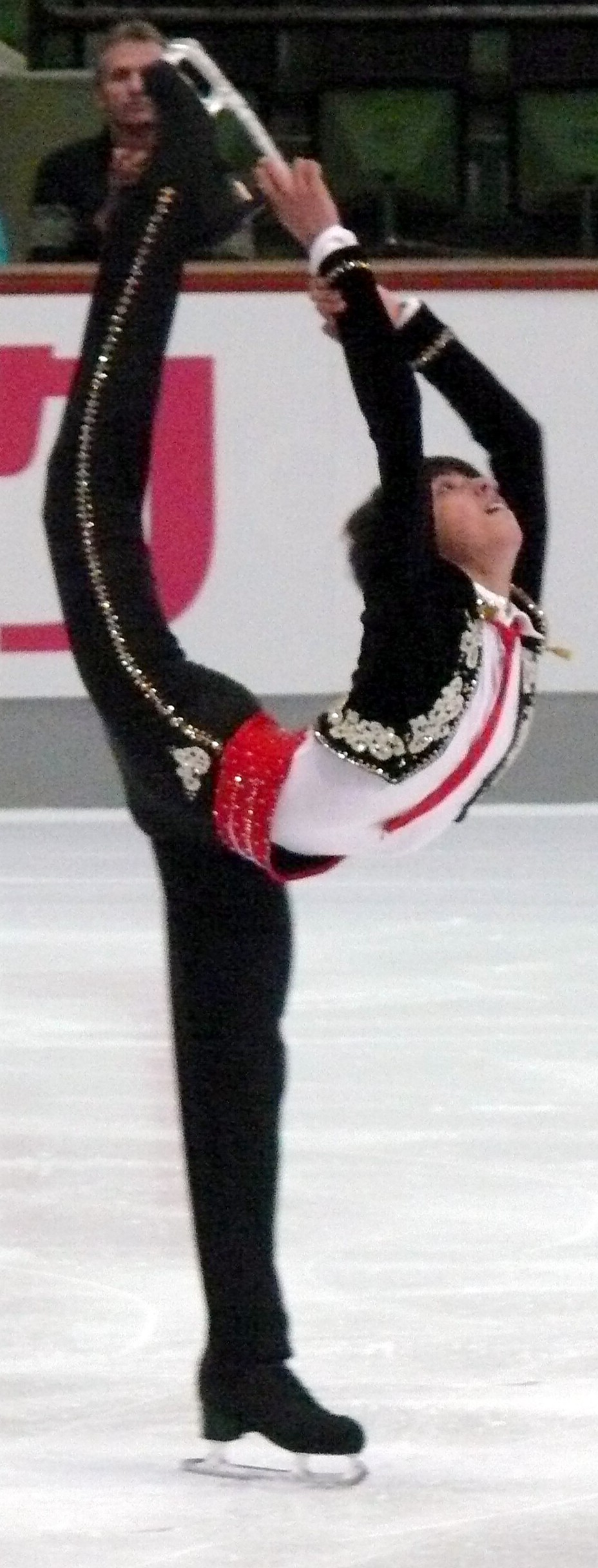
Michael Christian Martinez, 2013.
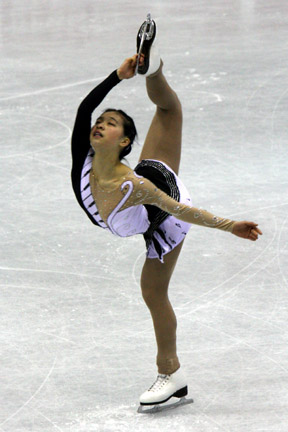
Une Biellman à une main (Mira Leung, 2008).
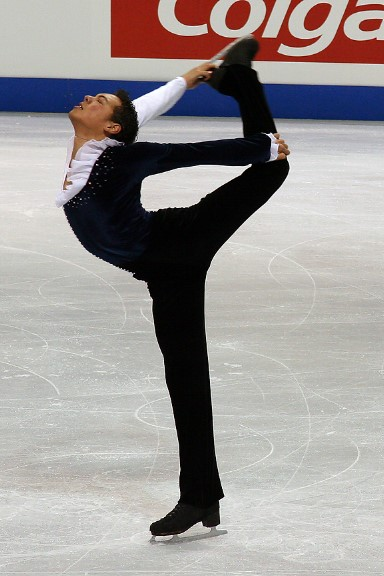
Une demi-Biellmann (Jamal Othman, 2006).
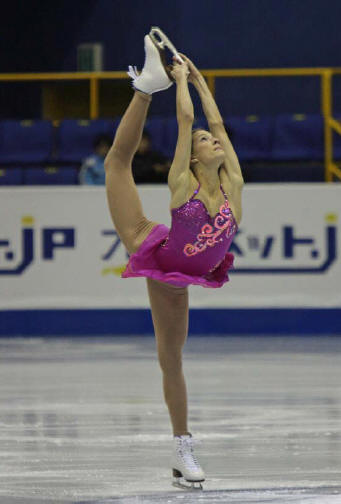
Becky Bereswill, 2008.
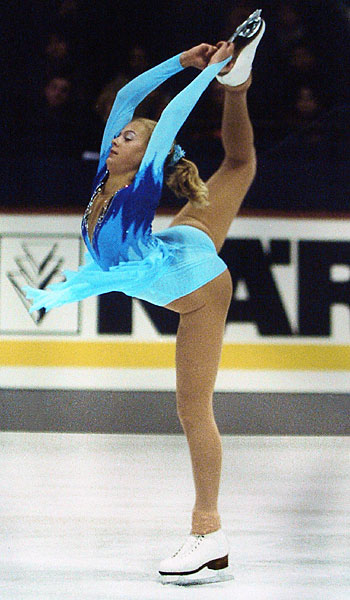
Zoya Douchine, 2001.
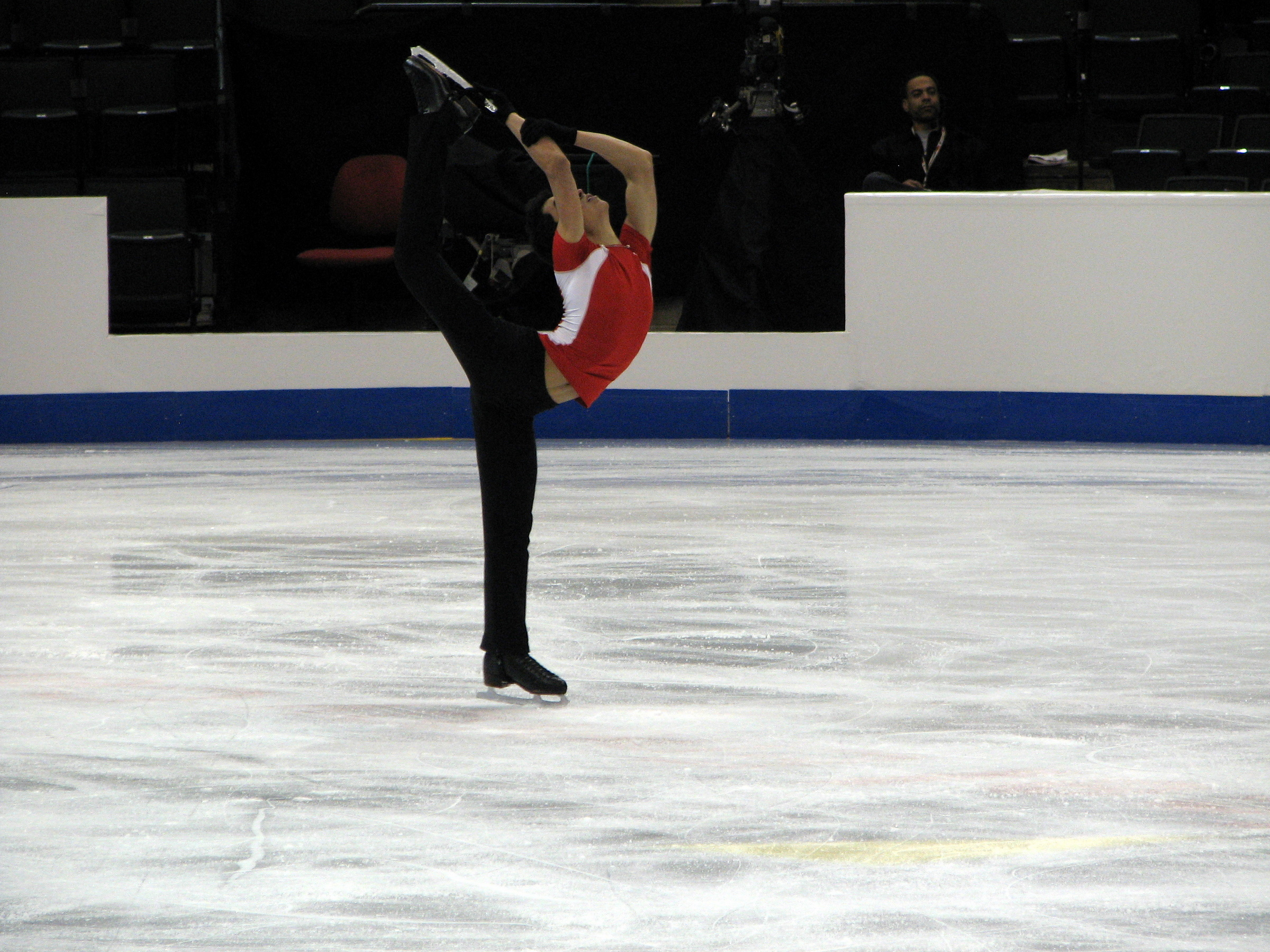
Eliot Halverson, 2008.
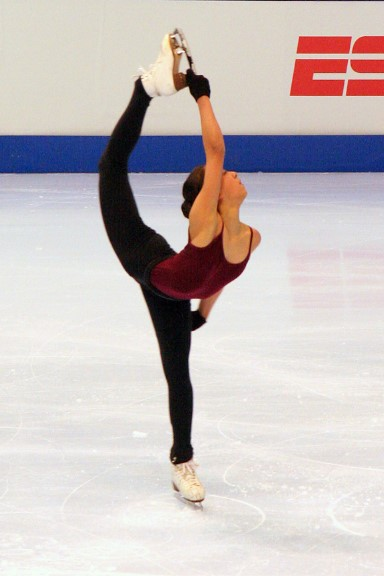
Une Biellmann à une main (Mao Asada, 2006).
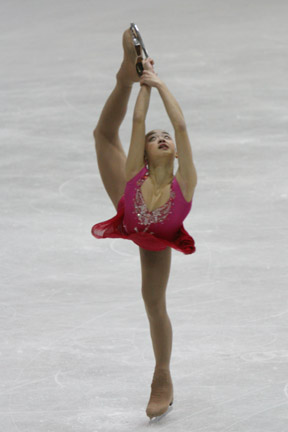
Yuki Nishino, 2008.